# Kesennuma (Miyagi)
Kesennuma (気仙沼市 Kesennuma-shi?) es una ciudad localizada en la prefectura de Miyagi, Japón. En octubre de 2018 tenía una población de 61.000 habitantes y una densidad de población de 187 personas por km². Su área total es de 332,44 km².

## Historia
El 11 de marzo del año 2011 se produjo un terremoto y tsunami en Japón lo que provocó que la prefectura de Miyagi sea una de la más golpeadas por este, asimismo, Kesennuma, por su cercanía con el océano Pacífico recibió los impactos más fuertes de este. Kesennuma tuvo graves incendios de más de 2 kilómetros de longitud tras el derrame de combustible de una flota pesquera y miles de viviendas quedaron destruidas, además, más de 1 tercio de la ciudad quedó sumergida.

### Repercusiones del tsunami de 2011
Tras este episodio, el cual tuvo más de 6.000 fallecidos en la ciudad, muchos habitantes decidieron abandonar esta y radicarse en otras.
En mayo del año 2015, los habitantes de la ciudad acordaron para construir un rompeolas de 9,8 metros sobre el nivel del mar pero finalmente en diciembre de 2017 el proyecto fue descartado. El proyecto iba a ser llevado a cabo en conjunto con la localidad vecina de Kesennuma, Minamisanriku, la cual finalmente construyó el rompeolas (únicamente para su territorio).
Al año 2020 todavía se encontraban estructuras en construcción cerca de la bahía de Kesennuma.

## Geografía

### Municipios vecinos
- Prefectura de Miyagi
  - Tome
  - Minamisanriku
- Prefectura de Iwate
  - Rikuzentakata
  - Ichinoseki

## Demografía
Según datos del censo japonés, la población de Kesennuma ha disminuido en los últimos años, la mayor disminución de la población de la ciudad se produjo tras el tsunami de 2011.
| Año del censo | Población |
| ------------- | --------- |
| 1995          | 84.848    |
| 2000          | 82.394    |
| 2005          | 78.011    |
| 2010          | 73.489    |
| 2015          | 64.988    |
| 2021          | 61.000    |